# All That Is Now
All That Is Now è il nono album in studio del pianista statunitense Jordan Rudess, autoprodotto e pubblicato il 3 dicembre 2013.

## Descrizione
L'album è stato realizzato grazie a una campagna crowdsourcing di PledgeMusic, in cui quasi mille fan hanno donato tra i 10 e i 5 000 dollari in cambio di aggiornamenti da parte di Rudess sul suo processo di registrazione e premi vari. L'album contiene 13 tracce composte ed eseguite da Rudess con un pianoforte Steinway concert grand, il suo strumento preferito.

Secondo le parole dello stesso Rudess, All That Is Now è un album molto personale:

## Tracce
1. Flash of Hope – 4:33
2. Pacific Waves – 3:38
3. Spectral Haze – 4:23
4. A Last Goodbye – 3:43
5. State of Being – 3:01
6. Flying into Blue – 3:30
7. A Thousand Years – 3:20
8. Uncovered – 3:35
9. The Telling – 4:37
10. Altitude High – 4:06
11. The Untouchable Truth – 4:35
12. Looking Beyond – 2:57
13. Eye Wonder – 4:18